# Podolotus
Podolotus je monotipski biljni rod iz porodice mahunarki. Jedina vrsta je P. hosackioides, trajnica raširena od zapadnih Himalaja do Irana i na jugu Arapskog poluotoka (Oman).

## Sinonimi
- Kerstania Rech.f.
- Astragalus hosackioides (Royle ex Benth.) Benth. ex Baker
- Kerstania nuristanica Rech.f.
- Lotus hosackioides (Royle ex Benth.) Ali
- Tragacantha hosackioides (Royle ex Benth.) Kuntze